# Le Châtelet-sur-Sormonne
Le Châtelet-sur-Sormonne ist eine französische Gemeinde mit 172 Einwohnern (Stand: 1. Januar 2022) im Département Ardennes in der Region Grand Est (bis 2015 Champagne-Ardenne). Sie gehört zum Arrondissement Charleville-Mézières, zum Kanton Rocroi.

## Geographie
Le Châtelet-sur-Sormonne liegt im 2011 gegründeten Regionalen Naturpark Ardennen. Die Sormonne fließt durch die Gemeinde.

## Bevölkerungsentwicklung
| Jahr                       | 1962 | 1968 | 1975 | 1982 | 1990 | 1999 | 2005 | 2010 | 2018 |
| Einwohner                  | 177  | 187  | 148  | 163  | 200  | 195  | 170  | 169  | 162  |
| Quellen: Cassini und INSEE |      |      |      |      |      |      |      |      |      |